# Брусилівська селищна рада
Бруси́лівська се́лищна ра́да (до 1979 року — Брусилівська сільська рада) — орган місцевого самоврядування Брусилівської селищної територіальної громади Житомирського району Житомирської області. Розміщення — селище міського типу Брусилів.

## Склад ради

### VIII скликання
Рада складається з 26 депутатів та голови.
25 жовтня 2020 року, на чергових місцевих виборах, було обрано 26 депутатів ради, з них (за суб'єктами висування): «Європейська Солідарність» — 5, Всеукраїнське об'єднання «Батьківщина» та «Слуга народу» — по 4, «За майбутнє», «Пропозиція» та «Сила і честь» — по 3, «Опозиційна платформа — За життя» та Радикальна партія Олега Ляшка — по 2.
Головою громади обрали позапартійного самовисуванця Володимира Габенця, чинного Брусилівського селищного голову.

### Перший склад ради громади (2016р.)
Перші вибори депутатів ради громади та селищного голови відбулись 18 грудня 2016 року. Було обрано 26 депутатів, з них: 22 самовисуванці та 4 представників Всеукраїнського об'єднання «Батьківщина».
Головою громади обрали позапартійного самовисуванця Володимира Габенця.

### VI скликання
За результатами місцевих виборів 2010 року депутатами ради стали:

#### За суб'єктами висування
| Суб'єкт висування                                       | Кількість обраних депутатів | %    |
| ------------------------------------------------------- | --------------------------- | ---- |
| Партія регіонів                                         | 14                          | 46,7 |
| Самовисування                                           | 8                           | 26,7 |
| Народна партія                                          | 5                           | 16,7 |
| Комуністична партія України                             | 2                           | 6,7  |
| Політична партія Всеукраїнське об'єднання «Батьківщина» | 1                           | 3,3  |

#### За округами
| № округу                                                | Прізвище, ім'я, по батькові        | Дата визнання обраним | Освіта             | Партійна приналежність                        | Відомості про обраного депутата                                                                   |
| ------------------------------------------------------- | ---------------------------------- | --------------------- | ------------------ | --------------------------------------------- | ------------------------------------------------------------------------------------------------- |
| Комуністична партія України                             |                                    |                       |                    |                                               |                                                                                                   |
| 5                                                       | Зубрицька Світлана Володимирівна   | 03.11.2010            | середня спеціальна | позапартійна                                  | Брусилів РЕМ, бухгалтер                                                                           |
| 8                                                       | Кузьменко Галина Миколаївна        | 03.11.2010            | вища               | член Комуністичної партії України             | Брусилівська гімназія ім. Г.Готовчиця, вчитель                                                    |
| Народна Партія                                          |                                    |                       |                    |                                               |                                                                                                   |
| 2                                                       | Добровольська Людмила Олексіївна   | 03.11.2010            | вища               | член Народної партії                          | Брусилівське районне споживче товариство, інспектор відділу кадрів                                |
| 22                                                      | Сабецька Валентина Василівна       | 03.11.2010            | середня спеціальна | член Народної партії                          | Брусилівська рай СТ, товарознавець                                                                |
| 25                                                      | Макаренко Ніна Миколаївна          | 03.11.2010            | середня спеціальна | член Народної партії                          | Госпрозрахункове проектне виробниче архітектурне бюро, директор                                   |
| 27                                                      | Гарізан Наталія Вікторівна         | 03.11.2010            | вища               | позапартійна                                  | Брусилівська загальноосвітня школа № 1, вчитель                                                   |
| 28                                                      | Дрозд Людмила Анатоліївна          | 03.11.2010            | вища               | член Народної партії                          | Брусилівська районна філія «Приватбанк», директор                                                 |
| Партія регіонів                                         |                                    |                       |                    |                                               |                                                                                                   |
| 3                                                       | Клинчук Ірина Іванівна             | 03.11.2010            | середня спеціальна | член Партії регіонів                          | Брусилівська ЦРЛ, медична сестра дитячого відділення                                              |
| 4                                                       | Хоменко Лідія Марцинівна           | 03.11.2010            | вища               | член Партії регіонів                          | Брусилівська гімназія ім. Г.Готовчиця, директор                                                   |
| 6                                                       | Комарівський Віктор Миколайович    | 03.11.2010            | вища               | член Партії регіонів                          | Колективне підприємство «Брусилівський кооперативний ринок», директор                             |
| 7                                                       | Гребенюк Микола Васильович         | 03.11.2010            | вища               | позапартійний                                 | Радомишльське міжрайонне управління водного господарства, головний гідротехнік Брусилівської ЕД   |
| 9                                                       | Нестеренко Микола Миколайович      | 03.11.2010            | вища               | член Партії регіонів                          | пенсіонер                                                                                         |
| 10                                                      | Карась Світлана Іванівна           | 03.11.2010            | вища               | член Партії регіонів                          | Районна санітарно-епідеміологічна станція, біолог                                                 |
| 12                                                      | Волошенко Алла Анатоліївна         | 03.11.2010            | вища               | член Партії регіонів                          | Брусилівська райдержадміністрація, головний спеціаліст                                            |
| 14                                                      | Войцехівський Віталій Марцелійович | 03.11.2010            | вища               | член Партії регіонів                          | Дочірне підприємство «Житомирський облавтодор», філія «Брусилівський райавтодор», в.о. начальника |
| 15                                                      | Кононова Галина Петрівна           | 03.11.2010            | середня спеціальна | позапартійна                                  | Брусилівська ЦРЛ, головна медична сестра                                                          |
| 18                                                      | Євченко Валерій Олександрович      | 03.11.2010            | вища               | член Партії регіонів                          | Управління Державного казначейства Брусилівського району, заступник начальника                    |
| 19                                                      | Святненко Володимир Григорович     | 03.11.2010            | середня спеціальна | член Партії регіонів                          | приватний підприємець                                                                             |
| 21                                                      | Ободзінський Юрій Анатолійович     | 03.11.2010            | вища               | член Партії регіонів                          | Брусилівське районне управління юстиції, начальник                                                |
| 29                                                      | Шуляренко Валентина Петрівна       | 03.11.2010            | вища               | член Партії регіонів                          | Районна санітарно-епідеміологічна служба, головний державний санітарний лікар                     |
| 30                                                      | Ткаченко Наталія Іванівна          | 03.11.2010            | середня            | член Партії регіонів                          | Брусилівська ЦРЛ, інспектор відділу кадрів                                                        |
| Політична партія Всеукраїнське об'єднання «Батьківщина» |                                    |                       |                    |                                               |                                                                                                   |
| 20                                                      | Коляда Галина Дмитрівна            | 03.11.2010            | вища               | член Всеукраїнського об'єднання «Батьківщина» | ПП «Шлях Ілліча», економіст                                                                       |
| Самовисування                                           |                                    |                       |                    |                                               |                                                                                                   |
| 1                                                       | Бистрицький Сергій Олександрович   | 03.11.2010            | вища               | позапартійний                                 | ПП «Зеніт М», директор                                                                            |
| 11                                                      | Шрам Валентин Іванович             | 03.11.2010            | середня            | позапартійний                                 | Брусилівський кооперативний ринок, контролер-касир                                                |
| 13                                                      | Савлук Анатолій Іванович           | 03.11.2010            | середня спеціальна | позапартійний                                 | Брусилівська селищна рада, секретар                                                               |
| 16                                                      | Слюсаренко Олександр Анатолійович  | 03.11.2010            | вища               | позапартійний                                 | приватний підприємець                                                                             |
| 17                                                      | Холявенко Олександр Вікторович     | 03.11.2010            | вища               | позапартійний                                 | «Інтеркредо», менеджер по продажу автомобілів                                                     |
| 23                                                      | Микитенко Віталій Миколайович      | 03.11.2010            | вища               | позапартійний                                 | ТОВ «Українська торгова компанія», заступник директора                                            |
| 24                                                      | Виноград Геннадій Анатолійович     | 03.11.2010            | середня спеціальна | позапартійний                                 | Державна компанія «Укрспецекспорт», інспектор охорони                                             |
| 26                                                      | Андрусенко Сергій Андрійович       | 03.11.2010            | середня спеціальна | позапартійний                                 | ТОВ «Агрофірма Брусилів», агроном                                                                 |

### Керівний склад попередніх скликань
| Прізвище, ім'я, по батькові   | Основні відомості                                                                     | Суб'єкт висування | Дата обрання | Дата звільнення |
| ----------------------------- | ------------------------------------------------------------------------------------- | ----------------- | ------------ | --------------- |
| Рибець Леонід Петрович        | Селищний голова, 1963 року народження, член Партії промисловців і підприємців України |                   | 26.03.2006   | 31.10.2010      |
| Святненко Тарас Григорович    | Селищний голова, 1974 року народження, освіта вища, безпартійний                      |                   | 31.10.2010   | 27.05.2012      |
| Захарченко Василь Васильович  | Селищний голова, 1961 року народження, освіта вища, член Комуністичної партії України | Самовисування     | 27.05.2012   | 25.10.2015      |
| Захарченко Василь Васильович  | Селищний голова, 1961 року народження, освіта вища, безпартійний                      | Самовисування     | 25.10.2015   | 18.12.2016      |
| Габенець Володимир Васильович | Селищний голова, 1958 року народження, освіта вища, безпартійний                      | Самовисування     | 18.12.2016   | 25.10.2020      |
| Габенець Володимир Васильович | Селищний голова, 1958 року народження, освіта вища, безпартійний                      | Самовисування     | 25.10.2020   |                 |

Примітка: таблиця складена за даними сайту Верховної Ради України

## Історія
Утворена в 1923 році, як сільська рада, в селі Брусилів Брусилівської волості Радомисльського повіту Київської губернії.
Станом на 1 вересня 1946 року сільська рада входила до складу Брусилівського району Житомирської області, на обліку в раді перебувало с. Брусилів.
Станом на 1 січня 1972 року сільська рада входила до складу Коростишівського району Житомирської області, на обліку в раді перебувало с. Брусилів.
Від 17 січня 1977 року до 21 червня 1991 року до складу ради входило с. Осівці. 30 жовтня 1979 року реорганізована до рівня селищної ради.
Входила до складу Брусилівського (7.03.1923 р., 4.05.1990 р.) та Коростишівського (30.12.1962 р.) районів.
До 28 грудня 2016 року — адміністративно-територіальна одиниця в Брусилівському районі Житомирської області з територією 49,21 км², населенням 4 973 особи (станом на 1 листопада 2012 року) та підпорядкуванням смт Брусилів.

### Населення
Відповідно до результатів перепису населення СРСР, кількість населення ради, станом на 12 січня 1989 року, становила 3 217 осіб.
Станом на 5 грудня 2001 року, відповідно до перепису населення України, кількість мешканців сільської ради становила 5 385 осіб.